# 元显富
元显富（？—？），河南郡洛阳县（今河南省洛阳市东）人，北魏宗室、官员。

## 生平
北魏规定，宗室犯罪，都不受司法部门审讯。永平年间，宗士元显富因为犯罪需要审讯，宗正以原有制度抵制法官。尚书李平上奏说：“皇室宗族根深蒂固，遍布天下，宗室属籍疏远、荫官卑微的人中，不良分子犯罪，理应追究。请求立下界限，作为固定的法律格式。”魏宣武帝元恪诏令说：“皇族像云那样由来绵远，繁衍茂盛，置身于宗室籍属，做不法之事的人数量也很多了。先朝没有制定有关不能审问的法令，宗室仗着特权，助长了违法乱纪的行为。各种在议请之外的犯罪，都依常规法律惩处。”